# Leucophlebia vietnamensis
Leucophlebia vietnamensis là một loài bướm đêm thuộc họ Sphingidae. Nó được tìm thấy ở Việt Nam.